# Clase Gowind
La clase Gowind es una clase de buques de guerra construida en Francia por Naval Group.

## Desarrollo
En 2014 la marina de guerra de Egipto adquirió cuatro corbetas del tipo Gowind 2500 (denominada clase El Fateh); la primera fue asignada en 2021. Por otro lado, la marina de EAU adquirió dos del mismo tipo.
En 2018 la marina argentina adquirió el OPV (off-shore patrol vessel) L'Adroit y tres OPV adicionales construidos nuevos.

### Argentina
El OPV de la clase Bouchard tiene un desplazamiento de 1650 t, una eslora de 87 m, una manga de 13,6 m y un calado de 4,2 m; una propulsión de dos (2) motores diésel ABC (3500 kW c/u; velocidad 21 nudos y autonomía 4000 millas nauticas  -unos 7.200 km-);
 Armas: 1 cañón a control remoto Mk-44 Bushmaster de 30 mm y 2 (dos) ametralladoras a control remoto Browning M2 de 12,7 mm.
Los sensores son un radar de exploración 2D Terma Scanter 6002, un radar de navegación en banda X y otro en banda S; y sistema de combate Polaris que permite intercambio de datos con otros buques de guerra.
Cuenta con sistema slipway en popa que le permite la operación de dos botes RHIB; y una cubierta de vuelo y hangar para un helicóptero.

## Buques de la clase
| Nombre          | Número | Constructor         | Asignado | Vendido a                | Destino     |
| --------------- | ------ | ------------------- | -------- | ------------------------ | ----------- |
| L'Adroit        | P725   | DCNS                | 2011     | Argentina (ARA Bouchard) | En servicio |
| ARA Piedrabuena | P-52   | Naval Group         | 2020     | Argentina                | En servicio |
| ARA AL Storni   | P-53   | Naval Group         | 2021     | Argentina                | En servicio |
| ARA CL Cordero  | P-54   | Naval Group         | 2022     | Argentina                | En servicio |
| El Fateh        | 971    | Naval Group         | 2021     | Egipto                   | En servicio |
| Port Said       | 976    | Alexandria Shipyard | -        | Egipto                   | -           |
| El Moez         | 981    | Alexandria Shipyard | -        | Egipto                   | -           |
| Luxor           | 986    | Alexandria Shipyard | -        | Egipto                   | -           |
| Bani Yas        | P110   | Naval Group         | -        | Emiratos Árabes Unidos   | -           |
| Al Emarat       | P111   | Naval Group         | -        | Emiratos Árabes Unidos   | -           |